# 弗羅倫特·巴爾蒙特
弗羅倫特·巴爾蒙特（法語：Florent Balmont；1980年2月2日—）是一位法國足球運動員。在場上的位置是中場。他現在效力於法國足球甲級聯賽球隊里爾足球俱樂部。